# Statistisch-topographisches Handbuch für den Unter-Mainkreis des Königreichs Bayern
Das Statistisch-topographisches Handbuch für den Unter-Mainkreis des Königreichs Bayern ist ein Lexikon, das 1830 von Anton Rottmayer herausgegeben wurde. Das Werk ist in deutscher Sprache erschienen und hat 604 Seiten und ist in Fraktur gedruckt. Das Werk ist durch ein Inhaltsverzeichnis gut erschlossen (S. V–VIII). Quellen- und Literaturangaben fehlen vollständig.
Die Beschreibung des Untermainkreises zerfällt in dreizehn Teilen:
1. Bestandteile
2. Geographische Lage
3. Grenzen
4. Flächeninhalt
5. Physische Beschaffenheit (Klima, Gebirge, Flüsse)
6. Naturprodukte
7. Volkszahl
8. Anzahl der Orte
9. Gewerbe
10. Handel
11. Heilquellen
12. Volkscharakter
13. Verwaltung

Es folgt ein alphabetisches Ortsregister (S. 575–603) mit Angabe der zuständigen Behörde und Berichtigungen (S. 603–604).
Der letzte Punkt Verwaltung wird am ausführlichsten behandelt und gliedert sich in elf Abschnitte. Hiervon wiederum macht der zweite Abschnitt B: untergeordnete Behörden den Hauptteil des Werkes aus (S. 86–506):
1. Stadtcommissariate Aschaffenburg, Schweinfurt und Würzburg (S. 86)
2. Land- und Herrschaftsgerichte (S. 86–450)
  1. Landgerichte I. Klasse
  2. Landgerichte II. Klasse
  3. Herrschaftsgerichte
3. Patrimonialgerichte I. und II. Klasse
4. Magistrate I. Klasse (Würzburg), II. Klasse (Aschaffenburg, Schweinfurt, Kitzingen), III. Klasse und Märkte
5. Polizeiliche Anstalten.

Die jeweiligen untergeordneten Behörden werden nach demselben Muster beschrieben, wie es für den gesamten Untermainkreis angewandt wurde. Es folgt abschließend die Auflistung der inbegriffenen Gemeinden mit Angaben zum Gemeindetyp, Siedlungstyp (Pfarrdorf, Filialdorf mit Kirche, Filialdorf ohne Kirche, Weiler, Hof, Einzelhaus), Anzahl der Familien, Einwohnern und Wohnhäusern, Religionszugehörigkeit (katholisch, protestantisch, jüdisch), Besonderheiten, stichpunktartige Angaben zu Gewerbe, Geschichte und dgl.